# 大黒屋光太夫

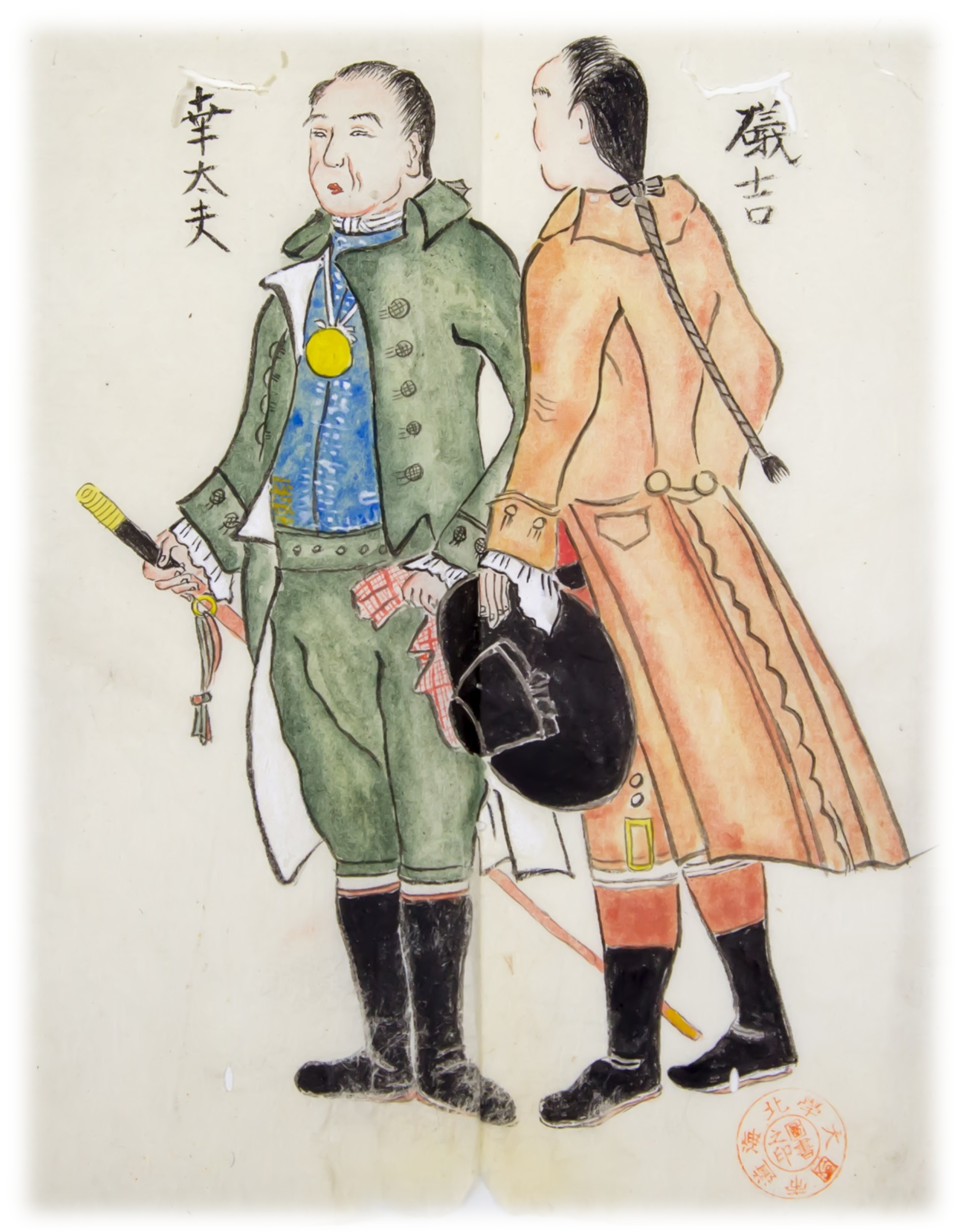
大黒屋光太夫と磯吉

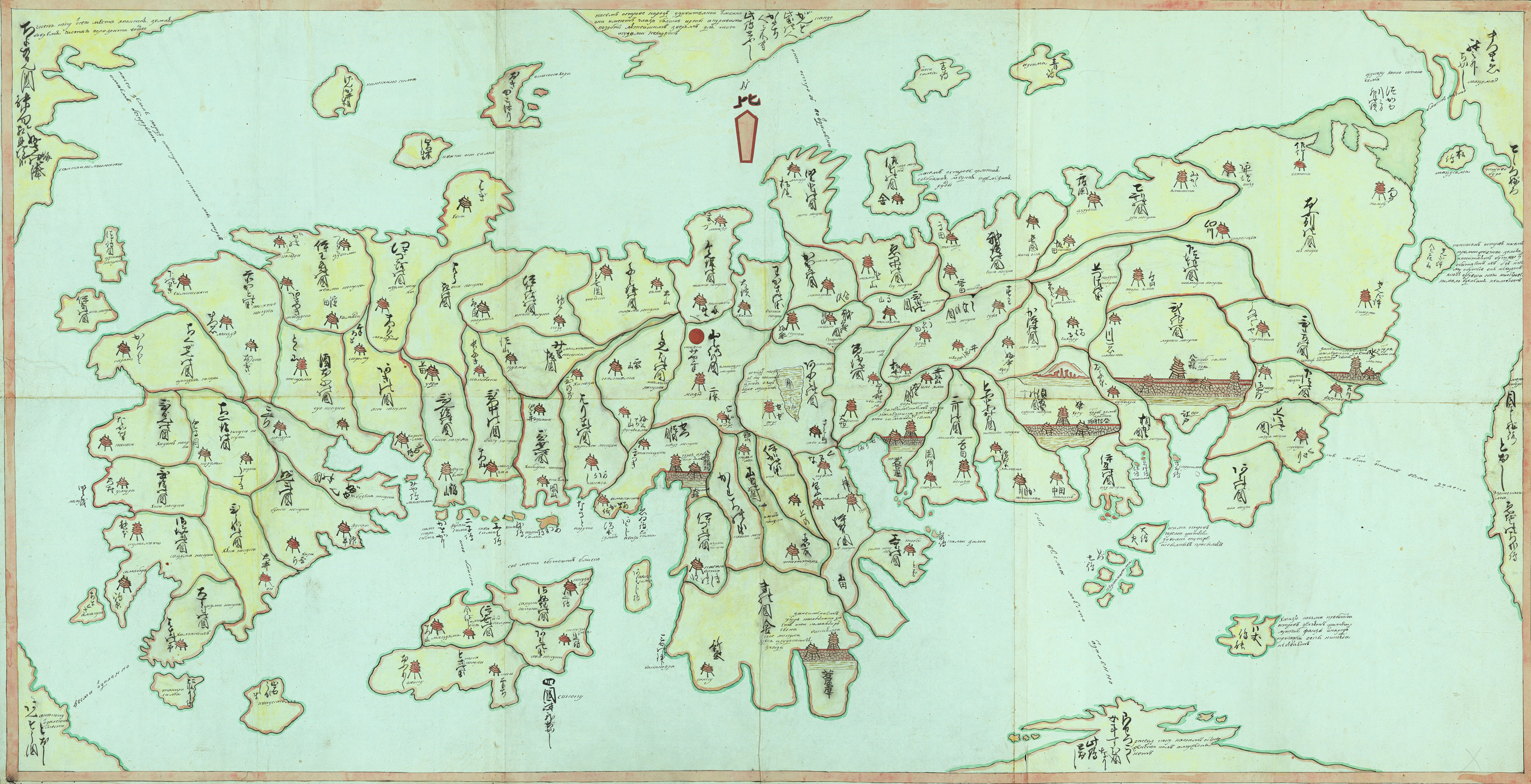
大黒屋光太夫が書いたとされる日本の地図。裏面には墨書で「天明九酋歳七月末日大日本国伊勢国白字大黒屋幸太夫」とある（1789年）。ロシア陸軍の医師をしていたゲオルク・トーマス・フォン・アッシュがゲッティンゲン大学に送ったカードには、ドイツ語で「1793年イルクーツクで受け取る」と記してあった。ゲッティンゲン国立大学図書館アッシュ・コレクション（Sammlung Asch）所蔵。

大黒屋 光太夫（だいこくや こうだゆう、宝暦元年〈1751年〉 - 文政11年4月15日〈1828年5月28日〉）は、江戸時代後期の伊勢国奄芸郡白子（現在の三重県鈴鹿市）の港を拠点とした回船（運輸船）の船頭。
天明2年（1782年）、嵐のため江戸へ向かう回船が漂流し、アリューシャン列島（当時はロシア領アラスカの一部）のアムチトカ島に漂着。ロシア帝国の帝都サンクトペテルブルクで女帝エカチェリーナ2世に面会して帰国を願い出、漂流から約9年半後の寛政4年（1792年）に根室港入りして帰国した。
幕府老中の松平定信は光太夫を利用してロシアとの交渉を目論んだが失脚する。その後は江戸で屋敷を与えられ、数少ない異国見聞者として桂川甫周や大槻玄沢ら蘭学者と交流し、蘭学発展に寄与した。甫周による聞き取り『北槎聞略』が資料として残され、波乱に満ちたその人生史は小説や映画などで度々取りあげられている。

## 生涯

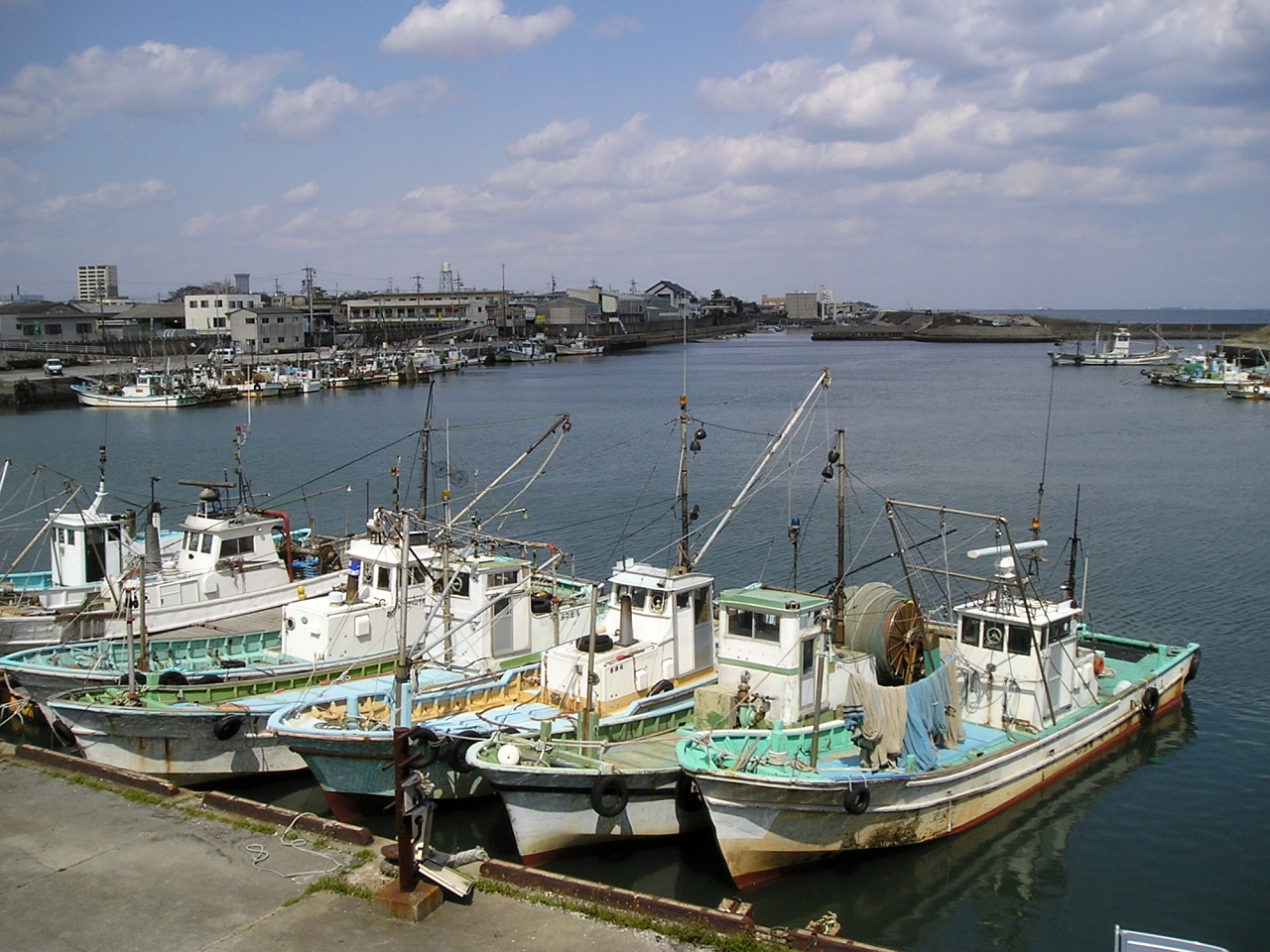
白子港（三重県鈴鹿市）

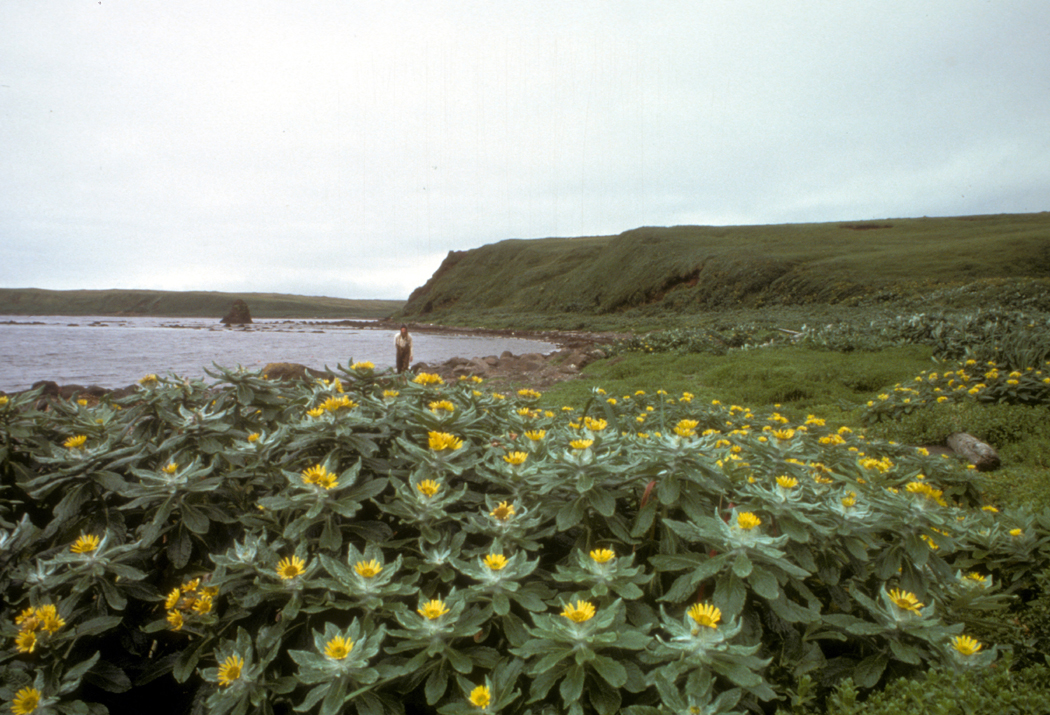
アムチトカ島の風景。樹木の育たない寒冷地の景色が広がる。

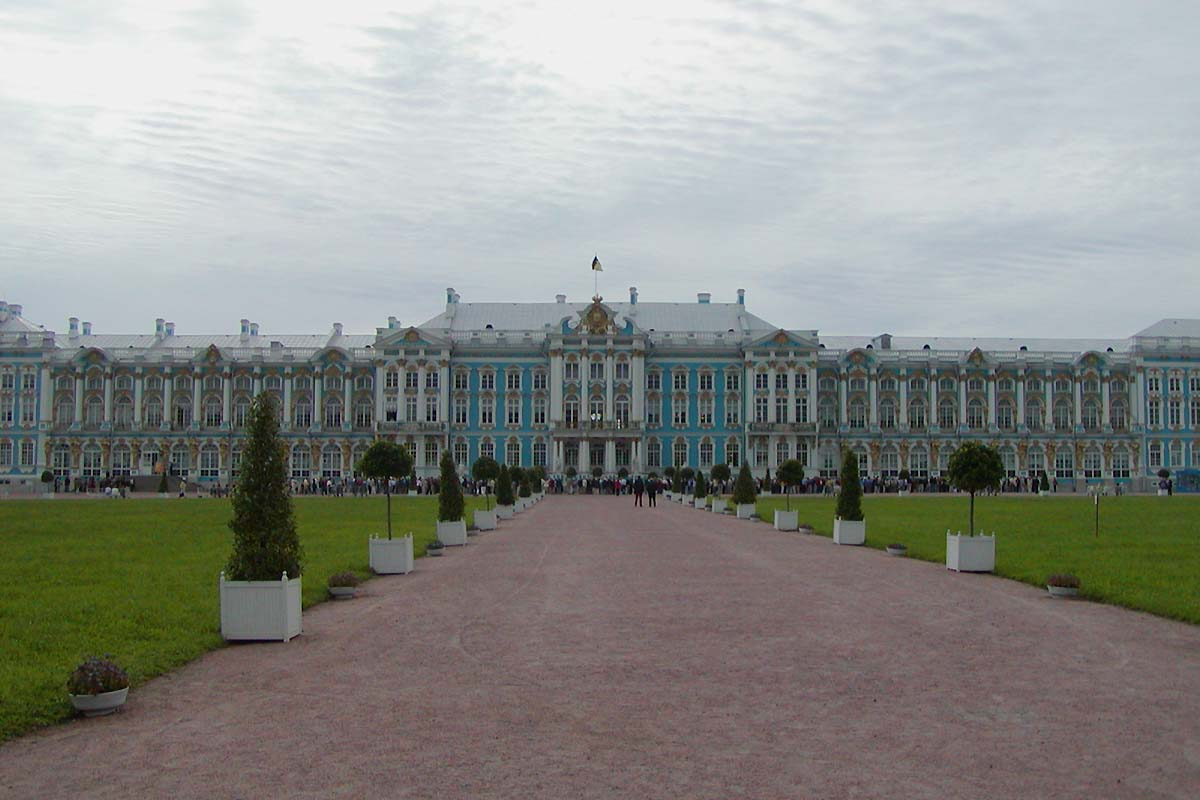
ツァールスコエ・セローのエカチェリーナ宮殿。光太夫はここでエカチェリーナ2世に謁見し、帰国の許しを乞うた。

### 出生から船頭時代
伊勢亀山藩領南若松村（三重県鈴鹿市南若松）の亀屋四郎治家に生まれる。四郎治家は船宿を営み、光太夫（幼名は兵蔵）は次男で兄の次兵衛がいる。母は伊勢藤堂藩領玉垣村（鈴鹿市玉垣）で酒造業・木綿商などを営む清五郎家の娘・妙伯（法名）。
父の四郎治は兵蔵の幼少期に死去し、四郎治家は姉の国に婿養子を迎え家督を相続させる。兄の次兵衛は江戸本船町の米問屋白子屋清右衛門（一味諫右衛門）家に奉公し、兵助も長じると母方の清五郎家の江戸出店で奉公する。
1778年（安永7年）に兵蔵は亀屋分家の四郎兵衛家当主の死去に際して養子に迎えられ、伊勢へ戻ると亀屋四郎兵衛と改める。伊勢では次姉いのの嫁ぎ先である白子の廻船問屋一味諫右衛門の沖船頭小平次（沖船頭大黒屋彦太夫）から廻船賄職として雇われ、船頭となる。1780年（安永9年）には沖船頭に取り立てられ、名を大黒屋光太夫に改める。

### 漂流とロシアへの渡航
1783年1月（天明2年12月）、光太夫は船員15名と紀州藩から立会いとして派遣された農民1名とともに神昌丸で紀州藩の囲米を積み、伊勢国白子の浦から江戸へ向かい出航するが、駿河沖付近で暴風に遭い航路を外れる。7か月あまりの漂流ののち、一行は日付変更線を越えてアリューシャン列島の1つであるアムチトカ島へ漂着。先住民のアレウト人や、毛皮収穫のために滞在していたロシア人に遭遇した。彼らとともに暮らす中で光太夫らはロシア語を習得。4年後（1787年）、ロシア人たちを帰還させるため到来した船がアムチトカ島に到着目前で難破した。それまでロシア人に保護される立場だった光太夫らは逆に指導的立場に立ち、難破した船の木材や流木を活用して船を作り、ロシア人と共に島を脱出した。
その後はカムチャツカ、オホーツク、ヤクーツクを経由して1789年（寛政元年）にイルクーツクに至る。道中、カムチャツカでジャン＝バティスト・バルテルミー・ド・レセップス (Barthélemy de Lesseps) （フランス人探検家。スエズ運河を開削したフェルディナン・ド・レセップスの叔父）に会い、後にレセップスが著した旅行記には光太夫についての記述がある。イルクーツクでは日本に興味を抱いていた博物学者キリル・ラクスマンと出会う。1791年（寛政3年）、キリルに随行する形でサンクトペテルブルクに向かい、キリルらの尽力により、ツァールスコエ・セローにてエカチェリーナ2世に謁見し、帰国を許される。この際、ロシア政府は日本との通商を目的として、光太夫たちを届ける予定でいたため、商人であった光太夫から日本の商業についての情報が聴取されている。

### 日本への帰国と日露交渉
日本に対して漂流民を返還する目的で遣日使節アダム・ラクスマン（キリルの次男）に伴われ、漂流から約10年を経て磯吉、小市と3人で根室へ上陸、帰国を果たした。現在の北海道東端である根室では、蝦夷地（北海道）を支配していた松前藩を経由して江戸の幕府に伺いを立てる必要があって交渉に時間がかかり、一行は根室で越冬を余儀なくされた。日本人漂流民で最年長であった小市はこの地で死亡した。死因はビタミンC不足による壊血病と推測される。ラクスマン来航200周年の1992年10月に慰霊碑が建てられた、同様に壊血病で亡くなった松前藩士鈴木熊蔵やロシア人船員とともに供養された一行には患者が続出していた。残る2人が江戸へ送られた。
光太夫を含め神昌丸で出航した17名のうち、1名はアムチトカ島漂着前に船内で死亡、11名はアムチトカ島やロシア国内で死亡、新蔵と庄蔵の2名が正教に改宗したためイルクーツクに残留。帰国できたのは光太夫、磯吉、小市の3名だけであった。
帰国後は、11代将軍徳川家斉の前で聞き取りを受け、その記録は桂川甫周が『漂民御覧之記』としてまとめ、多くの写本がのこされた。また甫周は、光太夫の口述と『ゼオガラヒ』という地理学書をもとにして『北槎聞略』を編纂した。海外情勢を知る光太夫の豊富な見聞は、蘭学発展に寄与することになった。
光太夫は、ロシアの進出に伴い北方情勢が緊迫していることを話し、この頃から幕府も樺太や千島列島に関して防衛意識を強めていくようになった。
その後、光太夫と磯吉は江戸番町の薬園に居宅をもらって生涯を暮らした。ここで光太夫は新たに妻も迎えている。故郷から光太夫ら一行の親族も訪ねて来ており、昭和61年（1986年）に発見された古文書によって故郷の伊勢へも一度帰国を許されていることが確認されている。寛政7年（1795年）には大槻玄沢が実施したオランダ正月を祝う会に招待されており、桂川甫周を始めとして多くの知識人たちとも交際を持っていた。
光太夫の生涯を描いた小説『おろしや国酔夢譚』（井上靖、1968年）では帰国後の光太夫と磯吉は自宅に軟禁され、不自由な生活を送っていたように描かれているが、実際には以上のように比較的自由な生活を送っており、決して罪人のように扱われていたわけではなかったようである。それら資料の発見以降に発表された小説『大黒屋光太夫』（吉村昭、2003年）では事実を反映した結末となっている。
なお、三重県鈴鹿市若松東には光太夫の行方不明から2年後に死亡したものと思い込んだ荷主が建立した砂岩の供養碑があり、1986年に鈴鹿市の文化財に指定されている。

## 大黒屋光太夫に関わる史料
- 北槎聞略 - 桂川甫周 1794年 報告用に編纂された将軍家斉への献上本 全10巻と絵図・地図
- 北槎異聞 - 篠本久次郎 幕府正規の取調べ記録 全4巻
- 魯西亜国漂舶聞書（おろしやこくひょうはくききがき）
- 漂民御覧之記 - 桂川甫周 光太夫の将軍上覧の様子をまとめた
- 我衣(わがころも) - 加藤曳尾庵が、65歳の光太夫を描いている。国立国会図書館所蔵。
- 環海異聞 - 若宮丸漂民の聞き取りによる編纂を大槻玄沢に乞われ手伝った。その際、庄蔵と新蔵の消息、キリル・ラックスマンの死を知った。
- 寛政五年神昌丸二漂民両目付吟味録
- 光太夫談話
- 一席夜話
- 日本来航日誌 - アダム・ラックスマンの日誌。『大黒屋光太夫史料集』に日本語の全訳がある。
- 芝蘭堂新元会図 - 市川岳山画、早稲田大学図書館・洋学文庫所蔵。芝蘭堂のオランダ正月の会で、光太夫と思われる人物がキリル文字で1月と筆書きしている。
- レセップスの旅行日記 - フランスのバルテルミー・ド・レセップス (Barthélemy de Lesseps) がカムチャツカで光太夫と交流があり、その様子を記している。バルテルミーはスエズ運河建設を指揮したフェルディナン・ド・レセップスの叔父。
- 光大夫談筆記(こうだゆうだんぴつき) - 国学者伴信友の聞き取り記録。文政年間唯一の史料（1826年）。
- 極珍書 - 磯吉の帰郷時、地元の心海寺住職実静が磯吉から聞き取りして記録したもの。
- 大黒屋光太夫らの帰郷文書 - 1986年に鈴鹿市で発見された光太夫の帰郷を示す古文書。

## 大黒屋光太夫を描いた作品
- 小説
  - 井上靖『おろしや国酔夢譚』文春文庫ほか - 本小説はBrigitte Koyama-Richardにより仏文に翻訳された。仏文による表題は“Reves de Russi””（ロシアの夢）である。
  - 吉村昭『大黒屋光太夫』新潮文庫ほか

- 映画
  - 『おろしや国酔夢譚』（1992年、大映、監督：佐藤純彌、主演：緒形拳） - 上記の井上靖の小説の映画化。
  - シネマ歌舞伎『三谷かぶき 月光露針路日本 風雲児たち』（2020年、松竹） - 下記の新作歌舞伎『月光露針路日本 風雲児たち』の映画化。

- ルポルタージュ
  - 椎名誠『シベリア追跡』

- 漫画
  - みなもと太郎『風雲児たち』潮出版社、のちリイド社
  - 森川久美『ソフィアの歌』（原作：五木寛之）(1994年7月1日 角川書店) - 1791年、ペテルブルグ郊外の離宮ツァールスコエ・セローに到着した光太夫とソフィアとの出会いを軸に、光太夫の漂流物語と当時の歴史的背景が描かれる。但しソフィアという女性に関しては「ツァールスコエ・セローの施設管理人(御苑長)ブーシュ(ブシ)の妹」以外の記録や史料は存在しないので、彼女のキャラクターはフィクションである。
  - さいとうたかを『大黒屋光太夫 江戸の世にロシアを見た男』（1992年 徳間書店） ISBN 4-19-444858-8
  - 『NHKその時歴史が動いた コミック版 冒険・挑戦編』「ロシア女帝が涙した帰国願い－日露交渉の扉を開いた大黒屋光太夫」作画は大和虹一（ホーム社）ISBN 4-8342-7344-X[8]
  - 松阪『大奥より愛をこめて』（芳文社）

- 舞台
  - オペラ『光太夫』 - 作曲者: ファルハング・フセイノフ[9]
    - （1993年初演、オーチャードホール、主演：勝部太）
    - （2018年ロシア公演、主演：アンドレイ・ブレウス）
    - （2021年再演、主演：加耒徹）

  - 新作歌舞伎『月光露針路日本 風雲児たち』（2019年初演、歌舞伎座、作・演出：三谷幸喜、主演：十代目松本幸四郎） - 上記のみなもと太郎原作『風雲児たち』の大黒屋光太夫のエピソードを歌舞伎化。

- 浪曲CD
  - 『ああ大黒屋光太夫 前編・後編』（作：真山隼人、2017年、ハヤトエンタテインメントミュージックジャパン・HEMJ-1701）

## 大黒屋光太夫記念館

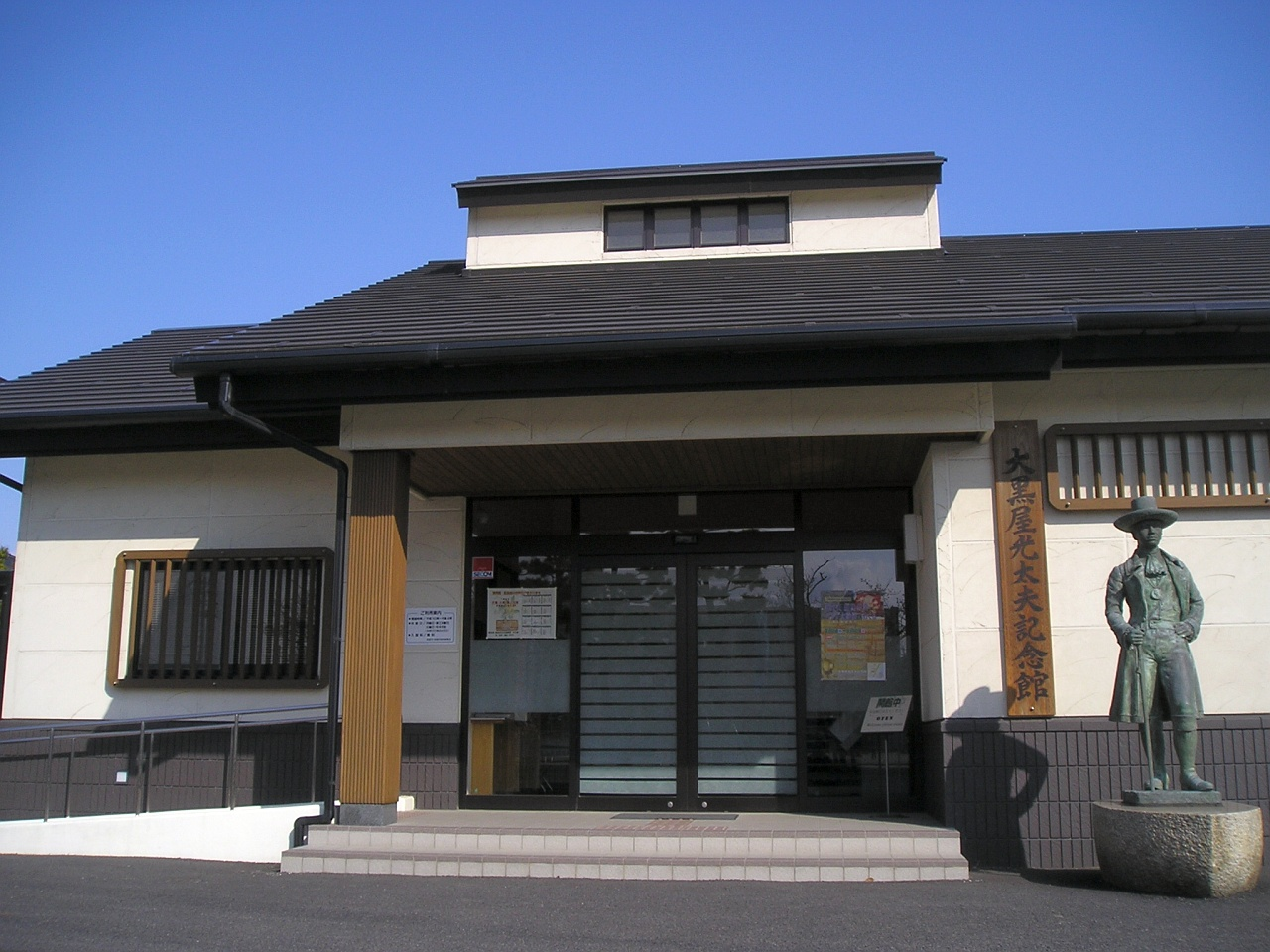
記念館のエントランス。右に光太夫像が建つ。

2005年（平成17年）11月13日、光太夫の出身地である三重県鈴鹿市の生家跡近くに大黒屋光太夫記念館が開設された。設置者は鈴鹿市（文化振興部）。
光太夫の肖像や直筆の墨書、光太夫がペテルブルクで書いた手紙の複製、漂流記、ロシアから持ち帰った器物などが展示されている。また、年3回の企画展（春：帰郷文書公開、夏：光太夫の生涯、冬：光太夫のロシア文字墨書公開）や、特別展を随時行っている。
記念館の開館以前は、道を挟んで隣接する鈴鹿市立若松小学校内に「大黒屋光太夫資料室」が設けられていた。

## 鈴鹿市立若松小学校
大黒屋光太夫記念館の前にある鈴鹿市立若松小学校では毎年「光太夫太鼓」という演奏会がある。小学5年生の子たちが全員同じ服を着て、樽太鼓を叩く。
市の文化会館で開かれたり、地域の催し物の際に行われることがある。
その演奏は光太夫の出航から漂流、そして日本への帰郷までを表現したものとなっている。